# Marie-Colombe Robichaud
Pour les articles homonymes, voir Colombe (homonymie).
Marie-Colombe Robichaud est une écrivaine née en 1943 à Chéticamp, Cap-Breton, Nouvelle-Écosse. Elle travaille sur la culture et la langue d'Acadie.
Elle a fondé les Éditions et le Théâtre de la Piquine. Elle a écrit une quinzaine de pièces de théâtre qu’elle dirige depuis 1995.
Ses cinq publications comportent trois volumes de 100 petites histoires du passé, l’histoire des Robichaud en Acadie (version française et version anglaise) et plusieurs contes d’aventures imaginaires dont elle fait le récit lors de Festivals de contes.
Elle a été invitée à titre de conteuse à Moncton, N.-B., Trois-Pistoles (Québec), Clare, Baie Sainte-Marie, N.-É., Îles-de-la-Madeleine (Québec) et à Poitiers, France.
Mme Robichaud est légalement aveugle depuis plus de trente ans[Quand ?].
Elle est la nièce d'Anselme Chiasson.

## Prix et Reconnaissances
- 1965 Médaille du Gouverneur Général
- 2001 Concours de l’Association des auteures et auteurs de l’Ontario français : publication d'un recueil collectif
- 2003  Présélectionnée pour le Prix France-Acadie
- 2005  Prix Bartchette pour la 4e chanson la plus demandée à Radio CIFA pour “Fêtons les Robichaud ”

## Ouvrages publiés
- 100 Petites Histoires du Passé, pour conserver notre langue et notre culture acadienne, volume 1
- 100 Petites Histoires du Passé, pour conserver notre langue et notre culture acadienne, volume 2
- 100 petites Histoires du Passé, pour conserver notre langue et notre culture acadienne, volume 3
- L'arrivée des Robichaud en Acadie et L'historique de l'entreprise familiale U.J. Robichaud et Fils Ltée
- The Robichauds in Acadia and The Historical Account of the Family Business U.J. Robichaud & Son, Ltd.
- Plus de deux-cents chroniques hebdomadaires entre 2000 et 2004 au Courrier de la Nouvelle-Écosse

## Pièces de théâtre
- 1995 : Acadien d’la tête aux pieds, en Dîner-théâtre
- 1998 : Acadien d’la tête aux pieds, adaptation pour théâtre
- 1998 : Noël dans l’bon vieux temps
- 1999 : Tcheul tintamarre, lauréat d'un Prix Eloize au Gala du Millénaire
- 2000 : Adaptation de la pièce d’Ernest Boudreau Trois Gabriel pour une Évangéline
- 2001 : Noël dans l’bon vieux temps, reprise
- 2002 : Le festival acadien, c’est important
- 2003 : Le drapeau acadien volé
- 2003 : La rencontre de Philomène et Thimothée avec Zabeth et Cazimir
- 2003 : Le Pageant de Miss Acadie
- 2004 : Les Miss Acadie veulent aller au Festival acadien
- 2004 : Le Noël de la Piquine
- 2005 : Le Pageant de Miss Acadie II
- 2006 : Une Wake d’Empremier
- 2007 : J’chons rendus là
- 2008 : Une classe d’études acadiennes